# Israel Vibration
Israel Vibration és un grup de reggae originari de Kingston, Jamaica. Està format principalment per Lascelle "Wiss" Bulguin, Albert "Apple Gabriel" Craig i Cecil "Skelly" Spence, els quals es van conèixer quan eren nens en un centre de rehabilitació de polio. D'allí en va sorgir un dels grups més importants de roots reggae de Jamaica dels anys 1970.

## Discografia

### Àlbums d'estudi
- The Same Song (1978), Top Ranking
- Unconquered People (1979), Harvest
- Why You So Craven (1981), Volcano
- Meets Cocoa Tea (1985)
- Strength of My Life (1988), RAS
- Praises (1990), RAS
- Dub Vibration: Israel Vibration in Dub (1990), RAS
- Forever (1991), RAS
- IV (1993), RAS
- I.V.D.U.B. (1994), RAS
- On the Rock (1995), RAS
- Dub the Rock (1995), RAS
- Israel Dub (1996), RAS
- Free to Move (1996), RAS
- Ras Portraits (1997), RAS
- Pay the Piper (1999), RAS
- Jericho (2000), RAS
- Power of the Trinity (2002)
- Dub Combo (2001), RAS
- Fighting Soldiers (2003)
- Stamina (2007), Mediacom
- Reggae Knights (2010), Mediacom
- Play It Real (2015), Utopia

### Àlbums en directe
- Israel Vibration & The Gladiators Live at Reggae Sunsplash (1982)
- Vibes Alive (1992), RAS
- Live Again! (1997), RAS
- Live & Jammin (2003), Nocturne